# Rennelberg

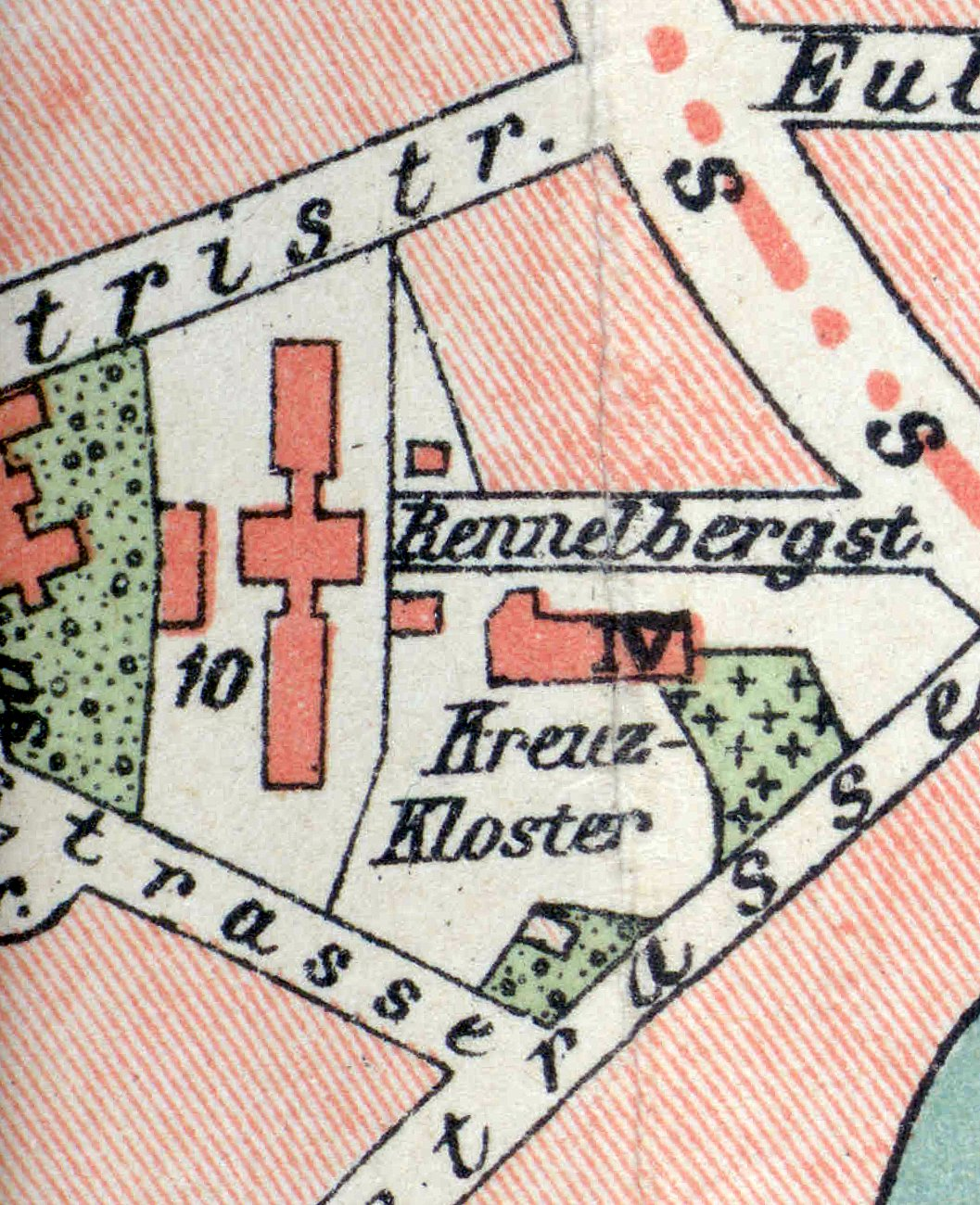
Der Rennelberg um 1899. Abgebildet u. a.: die Rennelbergstraße, darunter das im Zweiten Weltkrieg zerstörte Kreuzkloster und am Ende der Straße mit Nr. 10 gekennzeichnet, die Justizvollzugsanstalt Braunschweig.

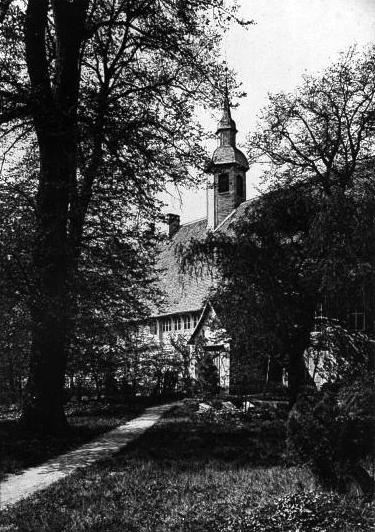
Das Kreuzkloster

Der Rennelberg ist eine Erhebung im Westlichen Ringgebiet in Braunschweig. Die 76 Meter hohe Erhebung liegt nordwestlich der Altstadt an der Celler Straße. Die Geschichte des Rennelbergs ist eng verbunden mit dem Kreuzkloster, das hier 1230 geweiht wurde. Da sich auf dem Rennelberg heute die Justizvollzugsanstalt Braunschweig befindet, ist der Name Rennelberg auch ein metonymischer Ausdruck für dieses Gefängnis geworden. Nach ihm wurde auch die Rennelbergstraße benannt.

## Name
Benannt wurde der Rennelberg nach dem Rennel, einem heute vertrockneten Bach. Der Rennel hatte seine Quelle am Berg und floss ursprünglich Richtung Osten zwischen der Neustadt und der Altstadt entlang und mündete in die Oker. Mit dem Bau der Stadtbefestigung Braunschweigs um 1200 wurde sein Verlauf verkürzt und vor dem Petritor in den Westlichen Umflutgraben geleitet.
Der Name Rennel leitet sich wahrscheinlich vom altniederdeutschen Wort rennil (Bach, Rinnsal) ab und ist heute noch im ostfriesischen Niederdeutsch nachweisbar. Blume folgert aus der Sprachgeschichte des Wortes, dass dieses um 750 entstanden und wohl ab 1200 in Braunschweig nicht mehr bekannt war. Entsprechend wurde der Berg ins Lateinische u. a. auch als „mons cursorum“ (Erwähnung um 1400) übersetzt, das in etwa Läuferberg bedeutet. Auch leitete man den Namen von Pferderennen ab. Der spätere lateinische Name „mons sanctae crucis“ bezieht sich auf das Kreuzkloster.
In Urkunden über das Kloster wurde der Rennelberg häufig erwähnt, so beispielsweise 1241 als in Renneleberch, 1314 upme Rennelberghe, 1329 Rennelberg und 1358 tho dem Rennelberge.

## Geschichte
Das Kreuzkloster auf dem Rennelberg wurde 1230 geweiht, 1532 zum evangelischen Jungfrauenstift und 1545 abgerissen. 1571 wurde es wieder aufgebaut und im Zweiten Weltkrieg, während des schwersten Bombenangriffs auf Braunschweig am 15. Oktober 1944, vollständig zerstört.
| \| \|                                                                |
| -------------------------------------------------------------------- |
| Lage des Rennelbergs auf einer Karte der Stadt Braunschweig um 1400. |
| Rennelberg · Braunschweig um 1400                                    |

In der Nähe des Kreuzklosters entstand im Mittelalter eine der wenigen Vorstädte Braunschweigs, die Rennelbergvorstadt. In dieser Siedlung außerhalb der Stadtbefestigung siedelten sich Handwerker an, beispielsweise Töpfer, die Ton aus der näheren Umgebung verarbeiteten. Von 1702 bis 1707 erfolgte der Abriss der Rennelbergvorstadt, die der neuen größeren Stadtbefestigung weichen musste.
1885 wurde das Kreis- und Untersuchungsgefängnis (die heutige Justizvollzugsanstalt Braunschweig) in Betrieb genommen, das von 1884 bis 1885 erbaut worden war. Bis dahin wurden Gefangene im Aegidienkloster untergebracht, das den damaligen Anforderungen nicht mehr genügte.

## Volksmund
Die zur JVA Braunschweig führende Rennelbergstraße gilt im Volksmund – obwohl nur wenige Hundert Meter lang – als „längste Straße Braunschweigs“, da viele, die dort entlang gehen, oft erst nach Jahren wieder herauskommen. Soll heißen: Personen, die in die Rennelbergstraße hineinfahren, fahren durch zur JVA und kommen u. U. nach ihrer Verurteilung erst nach Jahren wieder frei und damit zurück.